# Bill McCreary
William "Bill" McCreary, född 17 november 1955, är en kanadensisk före detta ishockeydomare som var verksam i den nordamerikanska ishockeyligan National Hockey League (NHL) mellan 1982 och 2011. Under sin domarkarriär i NHL dömde han 1 737 grundspelsmatcher, 297 slutspelsmatcher (Stanley Cup) och 15 Stanley Cup-finaler. McCreary var även verksam internationellt och var en av ishockeydomarna vid olympiska vinterspelen 1998, olympiska vinterspelen 2010 och Canada Cup 1991.
Innan han blev ishockeydomare, spelade han juniorishockey för St. Catharines Black Hawks i Ontario Hockey Association (OHA) och flera andra lag i Southern Ontario Junior Hockey League (SOJHL).
År 2014 blev McCreary invald till Hockey Hall of Fame.